# Pomilio P-Typen

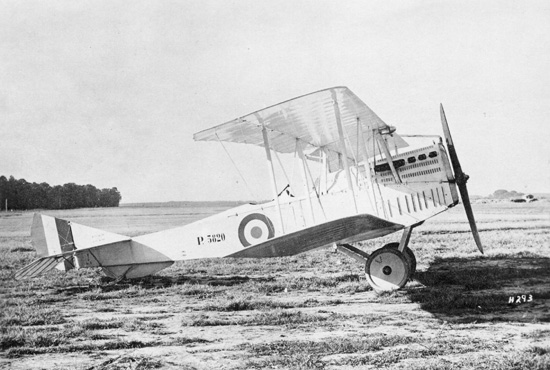
Pomilio PE

Die Pomilio P-Typen waren zweisitzige Kampfflugzeuge des italienischen Corpo Aeronautico Militare im Ersten Weltkrieg.

## Varianten

### Pomilio PC
Die Flugzeugfirma der Gebrüder Alessandro und Ottorino Pomilio, der ’’Fabbrica Aeroplani Ing. O. Pomilio’’ entwarf zunächst den Pomilio PC. Der PC hatte zwei offene Cockpits, die hintereinander angeordnet waren. Das Flugzeug wurde von einem 260 PS (191 kW) leistenden Fiat-A.12-Reihenmotor angetrieben. Es gelangte 1917 als Aufklärungsflugzeug an die Front, galt aber unter Gefechtsbedingungen als nicht genügend stabil.

### Pomilio PD
Die Pomilio PD hatte ein verbessertes Kühlsystem. Von PC und PD wurden insgesamt 545 Flugzeuge hergestellt, überwiegend vom Typ PD.

### Pomilio PE
Als verbesserte Version wurde die Pomilio PE mit vergrößertem Heckleitwerk und Seitenruder und einem leistungsgesteigerten Motor Fiat A.12 entwickelt.
1071 Flugzeuge wurden von Pomilio in Italien und deren US-Tochtergesellschaft in Indianapolis hergestellt und mit synchronisiertem starr eingebauten Front-MG und beweglichem Beobachter-MG bewaffnet. Die Flugzeuge bewährten sich aufgrund ihrer hohen Geschwindigkeit und Steigfähigkeit. Etwa 30 Squadriglie hatten sie im Bestand.

## Technische Daten
| Kenngröße             | Daten |
| --------------------- | --- |
| Besatzung             | 2 |
| Länge                 | 8,95 m                                                                                                   |
| Spannweite            | 11,80 m                                                                                                  |
| Höhe                  | 3,35 m                                                                                                   |
| Startmasse            | 1535 kg                                                                                                  |
| Höchstgeschwindigkeit | 195 km/h                                                                                                 |
| Dienstgipfelhöhe      | 5000 m                                                                                                   |
| Flugdauer             | 3,5 h |
| Triebwerk             | 1 × Reihenmotor FIAT A.12 mit 300 PS (ca. 220 kW)                                                        |
| Bewaffnung            | 1 synchronisiertes starres 8-mm-Revelli-MG, 1 bis 2 × 7,7-mm-(0.303-in)-Lewis-MGs auf Scarff-Drehlafette |

## Pomilio PY
Der Typ Pomilio PY kam vermutlich nicht mehr zum Einsatz.